# Jan Hugens
Johannes Joseph "Jan" Hugens (22 de março de 1939 — 12 de março de 2011) foi um ciclista de estrada holandês, que foi profissional entre 1958 e 1968. Ganhou etapas individuais do Tour de Olympia em 1958 e 1958, e terminou em segundo na geral no Tour da Iugoslávia em 1958. Dois anos mais tarde, se classificou para competir nos Jogos Olímpicos 1960 em Roma, onde terminou em 38º na prova de estrada individual e 4º nos 100 km contrarrelógio por equipes. No mesmo ano, tornou-se profissional, mas correu sem uma equipe até 1962, quando venceu duas etapas do Tour de l'Avenir. Em 1966, estava prestes a ganhar a Amstel Gold Race, mas terminou em terceiro após sua cadeia descarrilar quando mudou as engrenagens perto da linha de chegada. Foi selecionado para o Tour de France várias vezes, mas sempre teve que se retirar devido aos ferimentos.
Depois de se aposentar das competições, Hugens trabalhou na construção de estradas e como zelador de escola. Morreu em 2011, vítima de um câncer de rim.